# Compact Memory
Compact Memory ist eine frei zugängliche digitale Bibliothek von bisher 500 vorwiegend deutschsprachigen jüdischen Periodika aus dem Zeitraum 1771 bis 1938.

## Digitale Hemerothek
Die Zeitschriften mit einem gegenwärtigen Gesamtumfang von knapp 1.100.000 Seiten wurden zuerst von 2000 bis 2006 im Rahmen eines von der Deutschen Forschungsgemeinschaft geförderten Projekts digitalisiert. Damit liegen für die Geschichte des Judentums in Deutschland, Österreich und darüber hinaus wichtige Quellen wie die Allgemeine Zeitung des Judentums, Der Israelit oder die Jüdische Rundschau vollständig als E-Texte vor und können standortunabhängig benutzt werden, ohne dass die teils in schlechtem Erhaltungszustand befindlichen Originale Schaden nehmen. Projektpartner waren die RWTH Aachen, das Sondersammelgebiet Judentum an der Universitätsbibliothek Johann Christian Senckenberg und die Bibliothek Germania Judaica. Die Zeitschriften-Datenbank wird sukzessive erweitert, unter anderem in Kooperation mit dem Leo Baeck Institut, New York, und weiteren Bibliotheken und Institutionen.
Die Zeitschriften sind über eine Navigationsleiste mit Haupt- und Untereinträgen einzeln recherchierbar. Außerdem steht eine Suchfunktion zur Verfügung, in der nach Titeln/Schlagworten sowie Autoren gesucht werden kann. Neben einer automatisierten Texterkennung (OCR) aller Periodika wurden über 81.000 Einzelbeiträge von mehr als 10.000 Autoren nach den Regeln für die Formalkatalogisierung bibliographisch erschlossen.
2004 wurde Compact Memory in das (inzwischen eingestellte) UNESCO Archives Portal aufgenommen.
Compact Memory ist seit 2014 Bestandteil der Digitalen Sammlungen Judaica der Universitätsbibliothek Frankfurt. Seit 2017 wird das Projekt in Zusammenarbeit mit dem Leo Baeck Institute in New York / Center for Jewish History fortgeführt.
Im Rahmen des Projektes „Judaica Europeana“ wurden die Titel auch in die Europeana integriert.